# Harald Rein
Harald Rein (* 1. Oktober 1957 in Bochum) ist ein Schweizer Theologe und war bis zum 30. November 2023 der siebte Bischof der Christkatholischen Kirche der Schweiz.

## Leben
Harald Rein ist gebürtiger Deutscher, erlangte 2001 aber auch die Schweizer Staatsbürgerschaft. Sein Vater war Maschinenbauer; er selbst studierte u. a. in Bern. Seit 1982 war er in der Christkatholischen Kirche der Schweiz tätig, zuerst als Vikar in Möhlin, 1983–1993 als Pfarrer in Obermumpf-Wallbach, seit 1993 in der Kirchgemeinde Zürich. Er war seit 2001 bischöflicher Vikar von Bischof Fritz-René Müller und nach dessen Rücktritt auf 1. März 2009 Bistumsverweser. Anlässlich der 141. Session der Nationalsynode der Christkatholischen Kirche der Schweiz wurde er am 12. Juni 2009 in Olten zum siebten Bischof der Christkatholischen Kirche der Schweiz gewählt. Mit 87 von 120 gültigen Stimmen erreichte er die nötige Zweidrittelmehrheit im zweiten Wahlgang. Die Bischofsweihe fand am 12. September 2009 in der Augustinerkirche in Zürich statt. Hauptkonsekrator war Joris Vercammen, der Erzbischof von Utrecht. Als Siegelwort wählte Rein „Nicht Menschenlob, nicht Menschenfurcht“ [soll uns bewegen].
Harald Rein wurde zum Doktor der Theologie an der Universität Luzern mit einer pastoraltheologischen Arbeit über die Autobahnkirchen promoviert. In seiner weiteren wissenschaftlichen Tätigkeit konzentrierte er sich auf das Thema Kirchgemeindemanagement. Er hat Nachdiplomstudien in Management und öffentlicher Verwaltungsführung absolviert und mehrfach einen Lehrauftrag für Gemeindemanagement am Departement für Christkatholische Theologie an der Universität Bern innegehabt. Am 16. Juni 2009 ernannte ihn die Universität Bern aufgrund einer Reihe von Einzelveröffentlichungen, die als habilitationsäquivalent angesehen wurden, zum Privatdozenten für Praktische Theologie mit der einschränkenden Spezifikation Theologische Kybernetik.
Im Rahmen der Ökumene war Harald Rein unter anderem Präsident der Arbeitsgemeinschaft Christlicher Kirchen im Kanton Zürich und Delegierter der Christkatholischen Kirche der Schweiz an der neunten Vollversammlung des Ökumenischen Rates der Kirchen 2006 in Porto Alegre. Weiter publizierte er eine Untersuchung über die ökumenischen Beziehungen zwischen den anglikanischen, altkatholischen und orthodoxen Kirchen.
Als Anliegen für seine Amtszeit als Bischof nannte er das Wachstum der Christkatholischen Kirche der Schweiz, was aber nicht durch Proselytismus erreicht werden soll, sondern dass vermehrt kirchenferne Menschen angesprochen werden, die auf der Suche nach einer spirituellen Heimat sind. Zudem die ökumenische Rolle der christkatholischen Kirche, dabei insbesondere die Rezeption des Dialogdokumentes „Kirche und Kirchengemeinschaft“, welches die Internationale Römisch-katholisch-Altkatholische Dialogkommission 2009 vorgelegt hat. Auf den 30. November 2023 erklärte Rein aus Altersgründen seinen Rücktritt.
Seit dem 21. Oktober 2015 ist Harald Rein ehrenamtlicher Assistenzbischof der anglikanischen Diözese in Europa.

## Werke
- Grenzen der Seelsorge: Die Spannung zwischen territorialer Pfarrgemeinde und funktionaler Seelsorge am Beispiel der Autobahnkirchen in der Bundesrepublik Deutschland. Peter Lang, Bern 1987, ISBN 3-261-03779-2.
- Kirchengemeinschaft: Die anglikanisch-altkatholisch-orthodoxen Beziehungen von 1870 bis 1990 und ihre ökumenische Relevanz (= Europäische Hochschulschriften. Reihe 23, Theologie). 2 Bände. Peter Lang, Bern 1993–1994, ISBN 3-906750-72-8 (Bd. 1) und ISBN 3-906752-32-1 (Bd. 2).